# Arne Pedersen
Arne Pedersen (Fredrikstad, 1931. november 1. – Fredrikstad, 2013. november 16.) válogatott norvég labdarúgó, csatár, edző. Testvére Leif Pedersen szintén labdarúgó.

## Pályafutása

### Klubcsapatban
1945-ben szülővárosa csapatában a Fredrikstad FK-ban kezdett játszani. 1950-ben mutatkozott be az első csapatban. 1966-ig 231 bajnoki mérkőzésen 107 gólt szerzett. A csapattal hat bajnoki címet és három norvég kupagyőzelmet ért el.

### A válogatottban
1957 és 1966 között 40 alkalommal szerepelt a norvég válogatottban és 11 gólt szerzett. 1957. november 10-én Budapesten Magyarország ellen debütált egy vb-selejtező mérkőzésen, ahol 5–0-s magyar győzelem született. Első válogatottbeli gólját Finnország ellen szerezte 1958. június 15-én Oslóban, ahol 2–0-s norvég győzelemmel ért véget a találkozó. 1962-től lett a válogatott meghatározó tagja. 1963. június 4-én tagja volt annak a csapatnak, amely meglepetésre 4–3-ra legyőzte Skóciát Bergenben; az egyik gólt ő szerezte. Szintén szerepelt 1965. június 16-án azon vb-selejtezőn, ahol a jugoszláv válogatottat 3–0-ra verte meg a norvég csapat.

### Edzőként
1966-os visszavonulása után edzőként tevékenykedett. Több csapatnál is dolgozott Østfold megyében, így 1971 és 1973 között a Fredrikstadnál is. Több alsó osztályú együttes szakmai munkáját irányította. Többek között a Trosvik IF, a Torp IF, a Tistedalens TIF és a Kvik Halden FK csapatainál tevékenykedett.

## Sikerei, díjai

### Játékosként
Fredrikstad FK
- Norvég bajnokság (Tippeligaen)
  - bajnok (6): 1951, 1952, 1954, 1957, 1960, 1961
- Norvég kupa
  - győztes (3): 1957, 1961, 1966